# Asociación Forestal de Navarra
La Asociación Forestal de Navarra (FORESNA), en euskera Nafarroako Baso Elkartea (ZURGAIA), es una organización sin ánimo de lucro registrada en el Registro de Asociaciones con expediente NA85 y fundada en 1992, destinada a la defensa del mundo forestal en la Comunidad Foral de Navarra.

## Historia[4]
El 23 de junio de 1992 se celebró la asamblea constitutiva de esta organización.
El objeto de la asociación es la defensa de los propietarios forestales.
Actualmente la situación la organización es estable gracias a los convenios firmados con el Gobierno de Navarra, con quién colabora activamente, basados en la Ley Foral 13/1990 de 31 de diciembre, de protección y desarrollo del Patrimonio Forestal de Navarra, como el Decreto Foral 59/1992, de 17 de febrero, por el que se desarrolla su Reglamento, y donde se establecen los objetivos de política forestal, fomento y promoción del asociacionismo forestal. 

## Sede
Actualmente la organización está situada en el N.º 6 de la calle de Alfonso El Batallador de Pamplona.

## Junta directiva[9]
- PRESIDENTE: Miguel Ángel Oscoz Arce.
- VICEPRESIDENTE: Gabriel Orradre.
- SECRETARIO: Luis Miguel Bezunartea.
- TESORERO: Jesús María Velaz.
- VOCALES PARTICULARES: José María Ursuegui, Ángel Mari Barace, y Mª Luz Juanmartiñena.
- VOCALES AYUNTAMIENTOS: Ayuntamiento Ulíbarri (Valle de Lana), Ayuntamiento de Villafranca y Ayuntamiento de Ulzama.

## Servicios
La Asociación Forestal de Navarra presta diversos servicios como formación, asesoramiento técnico y jurídico. Además organiza diversos cursos, charlas, excursiones y diversas actividades, que pretenden ampliar y mejorar los conocimientos de los propietarios forestales sobre técnicas selvícolas y otros temas relevantes relacionados con la gestión forestal.

## Publicaciones
La Asociación Forestal de Navarra publica periódicamente la revista Navarra Forestal. También pone a disposición libros, vídeos, folletos informativos y estudios técnicos.